# Nederlands landskampioenschap 1912-1913
Al campionato parteciparono diciotto squadre e lo Sparta Rotterdam vinse il titolo.

## Est
|   | Club            | G  | V  | N | P  | GF | GS | Punti | DR  |                            |
| - | --------------- | -- | -- | - | -- | -- | -- | ----- | --- | -------------------------- |
| 1 | Vitesse         | 14 | 10 | 1 | 3  | 34 | 12 | 21    | +22 | Qualificata per la finale. |
| 2 | RKVV Wilhelmina | 14 | 8  | 3 | 3  | 21 | 17 | 19    | +4  |                            |
| 3 | Koninklijke UD  | 14 | 8  | 1 | 5  | 37 | 18 | 17    | +19 |                            |
| 4 | Quick Nijmegen  | 14 | 8  | 1 | 5  | 18 | 18 | 17    | 0   |                            |
| 5 | HVV Tubantia    | 14 | 6  | 1 | 7  | 27 | 23 | 13    | +4  |                            |
| 6 | Go Ahead        | 14 | 2  | 6 | 6  | 13 | 23 | 10    | -10 |                            |
| 7 | GVC Wageningen  | 14 | 4  | 1 | 9  | 16 | 28 | 9     | -12 |                            |
| 8 | EFC PW 1885     | 14 | 2  | 2 | 10 | 15 | 42 | 6     | -27 |                            |

G = Partite giocate; V = Vittorie; N = Nulle/Pareggi; P = Perse; GF = Goal fatti; GS = Goal subiti; DR = Differenza reti, PT = Punti

## Ovest
|    | Club             | G  | V  | N | P  | GF | GS | Punti | DR  |                            |
| -- | ---------------- | -- | -- | - | -- | -- | -- | ----- | --- | -------------------------- |
| 1  | Sparta Rotterdam | 18 | 14 | 3 | 1  | 57 | 16 | 31    | +41 | Qualificata per la finale. |
| 2  | DFC              | 18 | 14 | 2 | 2  | 65 | 22 | 30    | +43 |                            |
| 3  | HFC Haarlem      | 18 | 8  | 4 | 6  | 39 | 29 | 20    | +10 |                            |
| 4  | HVV Den Haag     | 18 | 9  | 2 | 7  | 48 | 38 | 20    | +10 |                            |
| 5  | HBS Craeyenhout  | 18 | 6  | 5 | 7  | 28 | 37 | 17    | +11 |                            |
| 6  | Koninklijke HFC  | 18 | 7  | 1 | 10 | 44 | 47 | 15    | -3  |                            |
| 7  | HC & CV Quick    | 18 | 6  | 3 | 9  | 29 | 39 | 15    | -10 |                            |
| 8  | VOC              | 18 | 5  | 4 | 9  | 30 | 31 | 14    | -1  |                            |
| 9  | Ajax             | 18 | 6  | 2 | 10 | 22 | 47 | 14    | -25 |                            |
| 10 | CVV Velocitas    | 18 | 1  | 2 | 15 | 24 | 80 | 4     | -56 |                            |

G = Partite giocate; V = Vittorie; N = Nulle/Pareggi; P = Perse; GF = Goal fatti; GS = Goal subiti; DR = Differenza reti, PT = Punti

## Finale per il titolo
| Squadra 1 | Totale | Squadra 2        | Andata | Ritorno |
| --------- | ------ | ---------------- | ------ | ------- |
| Vitesse   | 2-4    | Sparta Rotterdam | 1-2    | 1-2     |

Lo Sparta Rotterdam vince il titolo.